# Мужун Юн
Мужун Юн (кит. 慕容永, пиньинь Mùróng Yǒng , ?—394), взрослое имя Шуймин (叔明) — сяньбиец, последний правитель государства Западная Янь.

## Биография
Дедом Мужун Юна был Мужун Юнь — дядя основателя государства Ранняя Янь Мужун Хуана. В 370 году Ранняя Янь была уничтожена государством Ранняя Цинь, и большинство сяньбийцев были переселены во внутренние циньские земли, где Мужун Юну пришлось влачить жалкое существование. В 384 году сяньбийцы восстали. Те из них, кто проживал в циньском столичном регионе Гуаньчжун, основали государство Западная Янь и захватили циньскую столицу Чанъань.
Первое упоминание о Мужун Юне в исторических документах относится к 386 году, когда генерал Хань Янь устроил дворцовый переворот, убил Мужун Чуна и посадил на престол генерала Дуань Суя. Через месяц после этого Мужун Юн вместе с Мужун Хэном убили Дуань Суя и возвели на престол Мужун И.
После этого люди Западной Янь — около 400 тысяч мужчин и женщин — покинули Чанъань и двинулись из Гуаньчжуна на восток, в свои родные места. По пути, когда они были на землях современного Вэйнаня, брат Мужун Хэна Мужун Тао убил Мужун И, и на престол был возведён Мужун Яо. Однако большинство людей предпочло ему генерала Мужун Юна, который совершил переворот, убил Мужун Яо, и возвёл на престол Мужун Чжуна, который дал Мужун Юну титул «Хэдунского гуна» (河東公). К этому времени они уже достигли Вэньси, где узнали, что Мужун Чуй уже основал на исконно яньских землях государство Поздняя Янь. Не решившись идти дальше, они решили построить здесь временную столицу Яньси. Через три месяца после восшествия на престол Мужун Чжун был убит в ходе дворцового переворота, организованного генералом Дяо Юнем, который возвёл на престол Мужун Юна, провозглашённого «Хэдунским князем» (河東王).
Циньские войска под руководством императора Фу Пи попытались напасть на Западную Янь, но были разбиты, а императрица Ян попала в плен. Захватив часть земель Поздней Цинь (центральную и южную части современной провинции Шаньси), Мужун Юн сделал своей столицей Чжанцзы и провозгласил себя императором, тем самым отделившись от Мужун Чуя. Он хотел сделать императрицу Ян своей наложницей, но та попыталась напасть на него с мечом и была убита. Опасаясь за свои жизни, сын Мужун Чуя Мужун Жоу и внуки Мужун Шэн и Мужун Хуэй, шедшие из Гуаньчжуна вместе с силами Западной Янь, бежали в столицу Поздней Янь город Чжуншань. Как выяснилось, сделали они это вовремя, ибо в 387 или 388 году Мужун Юн приказал вырезать всех потомков Мужун Чуя и последнего императора Ранней Янь Мужун Цзюня.
Осев в Чжанцзы, Мужун Юн почти не ходил в военные походы — похоже, его вполне устраивал доставшийся ему домен.
В 392 году вождь динлинов Чжай Чжао, чей отец Чжай Ляо основал государство Ранняя Вэй, был осаждён Мужун Чуем в своей столице Хуатай, и запросил помощи у Мужун Юна. Мужун Юн хотел, чтобы Мужун Чуй и Чжай Чжао истощали друг друга в войне и, не осознавая, насколько Мужун Чуй сильнее Чжай Чжао, отказал в помощи. Мужун Чуй сокрушил Раннюю Вэй, Чжай Чжао бежал в Западную Янь и ему был дарован княжеский титул, но год спустя он, заподозренный в измене, был убит.
В 393 году Мужун Чуй по совету своего брата Мужун Дэ решил уничтожить Западную Янь, чтобы устранить все сомнения в том, кто является истинным наследником титула яньских императоров. В 394 году Западная Янь была уничтожена, её столица Чжанцзы пала, а Мужун Юн был убит.